# Tione di Trento
Tione di Trento é uma comuna italiana da região do Trentino-Alto Ádige, província de Trento, com cerca de 3.426 habitantes. Estende-se por uma área de 33 km², tendo uma densidade populacional de 104 hab/km². Faz divisa com Bleggio Superiore, Borgo Lares, Comano Terme, Ledro, Pieve di Bono-Prezzo, Porte di Rendena, Sella Giudicarie e Tre Ville.